# 寶石魮脂鯉
寶石魮脂鯉，為輻鰭魚綱脂鯉目脂鯉亞目脂鯉科的其中一個種，為熱帶淡水魚，分布於南美洲哥倫比亞Orito河淡水流域，體長可達4.3公分，棲息在沙石底質水域，以昆蟲和植物為食，生活習性不明。

## 扩展阅读
- 維基物種上的相關：寶石魮脂鯉